# Joyce Mitchell Cook
Joyce Mitchell Cook (28 de octubre de 1933 – 6 de junio de 2014) fue una filósofa estadounidense. Fue la primera mujer afroamericana en recibir un doctorado en filosofía, en EE. UU.
Después de obtener ese título por la Universidad de Yale, fue la primera asistente docente permitida en la universidad. Fue profesora en Bryn Mawr College, Universidad Howard, y Connecticut College. Sirvió durante varios años como analista de asuntos africanos, en el Departamento de Estado en Washington.
George Yancy, una figura principal en la filosofía afroamericana, se ha referido a ella como 

"...una pionera significativa en el campo de la filosofía estadounidense, una figura cuya presencia histórica habla de su increíble tenacidad, como una mujer negra dentro de una disciplina que continúa siendo predominantemente blanca y masculina..." 

Al igual que otras mujeres negras que fueron pioneras en su campo, los logros de Cook pasaron desapercibidos durante muchos años; y, el legado en torno a su trabajo apenas está comenzando a circular.

## Educación
Cook fue una de los doce hijos del Rev. Isaac W. Sr., y de Mary Belle Christman, en Sharon (Pensilvania). Asistió al High School y luego al Bryn Mawr College en 1951, donde pretendía especializarse en química. Tomó su primer curso de filosofía, en su primer año de cursada, y luego, inspirada por lecturas y profesores, se graduó por la Bryn Mawr, en 1955, con un B.A. en filosofía. En 1957, recibió una doble maestría en psicología y en filosofía, por la Universidad de Oxford. Después de esto, fue a Yale para defender su tesis para el Ph.D. en filosofía en 1965. Su disertación se tituló "A Critical Examination of Stephen C. Pepper's Theory of Value." (Un examen crítico de la teoría del valor de Stephen C. Pepper.) Allí, realiza fundadas críticas el intento de Pepper de explicar cómo se puede tomar una decisión "bien fundamentada". Ella argumenta que él comete la falacia naturalista al confundir el problema de cuán bien fundamentadas se toman las decisiones con respecto a cómo deben hacerse.

## Carrera
Mientras estaba en Yale, Cook editó la "Review of Metaphysics" y trabajó en la Yale University Press. Fue la primera asistente docente en Yale para cualquier clase que no fuese de idioma. Se ha especulado que no solo fue la primera mujer negra en recibir un Ph.D. de filosofía en EE. UU. sino en todo el mundo. Después de Yale, Cook se desempeñó como analista de asuntos africanos en el Departamento de Estado en Washington. También trabajó como editora en Nueva York; y, durante varios años en la Oficina de Oportunidades Económicas. Fue profesora en la Wellesley University, Howard University y en el Connecticut College.

## Últimos años
Cook completó la defensa de su disertación sobre la teoría del valor, Y se interesó por esta filosofía hasta su muerte. Se volvió activa en los derechos civiles en la mitad de su vida. También trabajó en la administración de Jimmy Carter como redactora de discursos y editora de correspondencia. Estaba escribiendo un libro sobre la experiencia negra, cuando la sorprendió la muerte, a los 80 años, por enfermedad, el 6 de junio de 2014.

## Legado
Publicó muy poco como filósofa. A partir de febrero de 2019 PhilPapers, una base de datos en línea de trabajos filosóficos, solo enumera tres trabajos a su nombre, incluido su disertación de Ph.D. En una respuesta de octubre de 2017 a una crítica de su libro,Black Rights / White Wrongs: The Critique of Racial Liberalism, por no mencionar el trabajo de la Dra. Cook, el filósofo jamaiquino Charles W. Mills se preguntó si alguna vez había publicado algo.
En 2017, George Yancy publicó un artículo sobre la vida de Cook en The Western Journal of Black Studies. El artículo contenía muchas citas de Cook, de una entrevista inédita con Yancy en 1997; y, otro material no publicado.
En una entrevista con el New York Times en 2018 con Anita L. Allen, ésta comentó que el "primer grupo de mujeres negras que obtuvieron un doctorado en filosofía asistió a las mejores universidades", pero a pesar de ser brillantes y rigurosamente capacitadas, aún fueron rechazados de los puestos de profesorados de filosofía. Uno de los muchos ejemplos, que Allen dio de esto fue que a Cook se le siguió negando la permanencia en la Universidad de Howard, una institución históricamente negra.

## Honores

### Galardones
En 2007, recibió el Premio Flame del Colegio de Filósofas negras. George Yancy, un filósofo que la entrevistó para su libro African-American Philosophers: 17 Conversations, escribió en una carta que envió a un compañero filósofo poco después de la muerte de Cook:

Joyce fue una figura filosófica sin precedentes y una amiga muy especial. Fue increíblemente de principios. Recordaré su ética inquebrantable, su ingenio brillante, su risa profundamente encarnada y su pastel de pecanas, que estaba fuera de este mundo.

La American Philosophical Association otorga el "Premio Joyce Mitchell Cook", bienalmente, a una "filósofa negra pionera".
La Universidad de Yale organizó la Conferencia Joyce Mitchell Cook, en noviembre de 2015, donde se reunieron muchos académicos y pioneros en filosofía para honrar a la Dra. Cook. Allí, Yancy dio el discurso inaugural.